# マツモト模型
マツモト模型（まつもともけい）とは、日本の鉄道模型メーカー、模型店。

## 概要
京都府京都市上京区に所在する。主に16番ゲージ鉄道模型の車両を扱う模型小売店でもある。
創業者の松本正二（1913年-1976年12月18日）は戦前の『科学と模型』に鉄道模型記事を執筆し、代表作であるパシフィック207は電動併用ライブスティームで昭和10年子供の科学展覧会において特選をとったほどの技量をもつ模型人であった。その第二次世界大戦前から戦後にかけて製作した35mmゲージの蒸気機関車、電気機関車の模型の一部は店内に展示されている。
阪急電車、大軌、南海、京阪など、関西私鉄の明治期から昭和初期の電車、鉄道省時代の木造客車、京都市電など、他では製品化されない時代の車両を特製品として製造、販売している。また、一部キットも供給している。
かつて販売された16番ゲージのC62のライブスチームモデルは、不可能と考えられていた小ささで動力化を実現しギネスブックにも掲載された。
2006年に2代目店主の松本明が病気で急逝。特製品の製造が不能になり、親族が経営を継続している。

## 所在地
京都市上京区寺町通今出川上る表町22-1
- 京阪電気鉄道・叡山電鉄 出町柳駅下車徒歩10分

1969年東京に支店を構えていた。